# Strollad ar Vro
Strollad ar Vro (Partit del País, SaV) fou un partit polític bretó fundat el 1972 amb les restes de l'ala conservadora del Moviment per l'Organització de Bretanya (MOB), dirigida per Jean Le Calvez, oposat al gir esquerrà que va donar la Unió Democràtica de Bretanya (UDB), Yann Penn i Christian Le Bihan. El seu ideari era de caràcter federalista europeu i nacionalista sense definició ideològica, i reclamava la formació d'una Assemblea Bretona. Aquest grup signaria el 1972 l'anomenada Carta de Brest sobre minories nacionals d'Europa, amb el Partit Socialista d'Alliberament Nacional i l'Esquerra Catalana dels Treballadors, ETA politicomilitar, Volksunie flamenc, Cymru Goch i altres.
Entre els membres més destacats del partit hi ha hagut Yann Fouéré i Lucien Raoul. El grup fou acusat d'estar dirigit per un amic personal de Valéry Giscard d'Estaing, d'estar infiltrat per gaullistes que volien desmantellar la xarxa del Front d'Alliberament de Bretanya (FLB), i d'estar format per antics militants del partit d'extrema dreta Bretagne Action i Jeune Bretagne. Desacreditats per rebre diners de l'empresa Francexpa i per demanar el vot a François Mitterrand a les presidencials del 1974, el 1977 es va dissoldre i les restes del grup s'integraren en el Partit per l'Organització d'una Bretanya Lliure el 1982.

## Participació electoral
Strollad Ar Vro presentà per primer cop 32 candidats a les eleccions legislatives franceses de 1973, i els millors resultats per departaments foren: Costes d'Armor 3,16%, Finisterre 3,06%, Ille i Vilaine 2,95%, Loira Atlàntic 6,15%, Ar Mor-Bihan 1,72% (on l'UDB obté el 3,15%).
A les eleccions cantonals franceses de 1973 van obtenir els següents resultats: 
- Costes d'Armor: (Saint-Brieuc) 5,32%
- Finistère: (cantó de Lannilis) 14,61, (cantó de Ploudalmézeau) 24,69
- Ille i Vilaine: (Rennes-I) 6,59%
- Saint-Nazaire (Loira Atlàntic) 3,69%